# Beachwood, Ohio
Beachwood là một thành phố thuộc quận Cuyahoga, tiểu bang Ohio, Hoa Kỳ. Năm 2010, dân số của thành phố này là 11953 người.

## Dân số
- Dân số năm 2000: 12186 người.
- Dân số năm 2010: 11953 người.